# Governo Solberg
O Governo Solberg  é um governo de minoria formado a partir das Eleições parlamentares na Noruega em 2017.
Caracterizado como ”governo de centro-direita”, integra o Partido Conservador, o Partido Liberal e o Partido Democrata Cristão, e tem o apoio parlamentar do Partido do Progresso. Os quatro partidos juntos têm 88 dos 169 lugares do Parlamento da Noruega. 

O governo atual é composto pela primeira-ministra Erna Solberg (Partido Conservador) e 19 ministros – 11 do Partido Conservador, 4 do Partido Liberal e 4 do Partido Democrata Cristão.

| Governo         | Primeira-ministra | Partidos do governo                                           | Partidos de apoio    |
| --------------- | ----------------- | ------------------------------------------------------------- | -------------------- |
| Governo Solberg | Erna Solberg      | Partido Conservador Partido Liberal Partido Democrata Cristão | Partido do Progresso |